# ゴツボナオ
ゴツボ ナオは、日本の漫画家。愛知県出身。女性。夫は漫画家のゴツボ×リュウジ。同じく漫画家のゴツボ☆マサルは義弟。

## 作品リスト
- ラルシド!（コミックブレイド、全3巻）
- もののけもにょ（読み切り、エース増刊アサルト1号掲載）